# Colbert (incrociatore 1928)
Il Colbert fu un incrociatore pesante della Marine nationale francese, seconda unità della classe Suffren ed entrato in servizio nel marzo 1931.
Attivo durante la seconda guerra mondiale, svolse alcuni incarichi secondari durante il periodo della "strana guerra" e partecipò il 14 giugno 1940 al bombardamento navale della costa ligure. Rimasto sotto il controllo del Governo di Vichy, l'incrociatore non prese più parte a operazioni belliche fino a che, il 27 novembre 1942, partecipò all'autoaffondamento in massa della flotta francese a Tolone per evitare la sua cattura ad opera dei tedeschi.

## Storia
Impostata il 21 giugno 1927 presso l'arsenale navale di Brest, la nave venne varata il 20 aprile 1928 con il nome di Colbert in onore dell'omonimo economista francese, entrando poi in servizio il 4 marzo 1931. Assegnato inizialmente in forza alla 1ª Divisione leggera, il Colbert trascorse il periodo interbellico principalmente nel settore del mar Mediterraneo impegnato in compiti di routine. Il 16 febbraio 1935 la nave raggiunse Lorient per svolgere un ciclo di lavori di grande manutenzione protrattisi fino al gennaio 1936; dopo lo scoppio della guerra civile spagnola, il Colbert fu impiegato nelle operazioni navali internazionali volte a contrastare il contrabbando di armi nel paese.
Allo scoppio della seconda guerra mondiale nel settembre 1939 il Colbert era dislocato a Orano, ma nel gennaio 1940 fu spostato nella base di Tolone in forza alla 2ª Divisione incrociatori della 3ª Squadra navale dell'ammiraglio Émile Duplat; il 24 gennaio l'incrociatore fu distaccato a Dakar per partecipare al pattugliamento dell'Atlantico centrale a caccia di navi corsare tedesche, ma non registrò alcun successo e in aprile fu richiamato a Tolone. Nel giugno 1940 il Colbert prese parte alle brevi operazioni militari seguenti l'entrata in guerra del Regno d'Italia: il 14 giugno, in particolare, l'incrociatore bombardò, in coppia con il gemello Dupleix e due cacciatorpediniere, la città e il porto di Genova, subendo alcuni tiri da parte dell'artiglieria costiera italiana senza però riportare alcun danno.
Dopo la resa della Francia il 22 giugno 1940, il Colbert rimase sotto il controllo del Governo di Vichy venendo assegnato alla Flotta d'alto mare di base a Tolone; tra l'agosto e il dicembre 1940 l'incrociatore fu sottoposto a lavori di manutenzione e ammodernamento, per poi essere assegnato alla 1ª Divisione incrociatori a partire dal gennaio 1941. La nave di fatto non prese parte ad altre operazioni belliche, rimanendo alla fonda a Tolone con il resto della flotta; il 27 novembre 1942, a seguito della minaccia tedesca di occupare Tolone, il Colbert partecipò all'autoaffondamento in massa della flotta francese: l'equipaggio sabotò gli apparati di bordo e appiccò il fuoco all'unità, che bruciò incontrollata fino al 7 dicembre. Lo smantellamento del relitto fu avviato già dagli occupanti italo-tedeschi nel 1943, per poi concludersi tra il 1946 e il 1947.